# Chiesa dello Spirito Santo (Maggiora)
La chiesa dello Spirito Santo è la parrocchiale di Maggiora, in provincia e diocesi di Novara; fa parte dell'unità pastorale di Borgomanero.

## Storia
In origine la comunità maggiorese dipendeva dalla pieve di Santa Maria Assunta di Cureggio; nel 1436 divenne parrocchia autonoma con sede nella chiesa di Santa Maria in località Muzano.
Una nuova chiesa, dedicata allo Spirito Santo, sorse intorno al 1540; eretta a parrocchiale nel 1576, nell'anno seguente venne ampliata.
L'edificio venne interessato da un rifacimento alla fine del XVII secolo, per poi essere inaugurato nel 1698 dal vescovo di Novara Giovanni Battista Visconti Aicardi.

## Descrizione

### Esterno
La facciata a capanna della chiesa, rivolta a sudovest e suddivisa da una cornice marcapiano in due registri, entrambi scanditi da lesene; quello inferiore presenta al centro il portale d'ingresso, sormontato da un piccolo timpano semicircolare e da un'epigrafe, e ai lati due nicchie, mentre quello superiore è caratterizzato da una finestra e da due nicchie e coronato dal frontone curvilineo affiancato da due volute.
Annesso alla parrocchiale è il campanile a pianta quadrata, spartito in più ordini da cornici; la cella presenta su ogni lato una serliana ed è coronata dalla cupoletta poggiante sul tamburo a base ottagonale.

### Interno
L'interno dell'edificio si compone di un'unica navata voltato a botte, sulla quale si affacciano otto cappelle laterali e le cui pareti sono scandite da lesene; al termine dell'aula si sviluppa il presbiterio a pianta rettangolare.
Qui sono conservate diverse opere di pregio, tra le quali la tela ritraente la Vergine con Gesù, eseguita nel XVIII secolo da Lorenzo Peracino, l'altare maggiore, originariamente collocato in una chiesa di Novara, il telerio con soggetto la Discesa dello Spirito Santo, dipinto da Tarquinio Grassi, e la pala raffigurante il Riposo durante la fuga in Egitto, realizzata nel Seicento da Pier Francesco Gianoli.